# Teixit nerviós

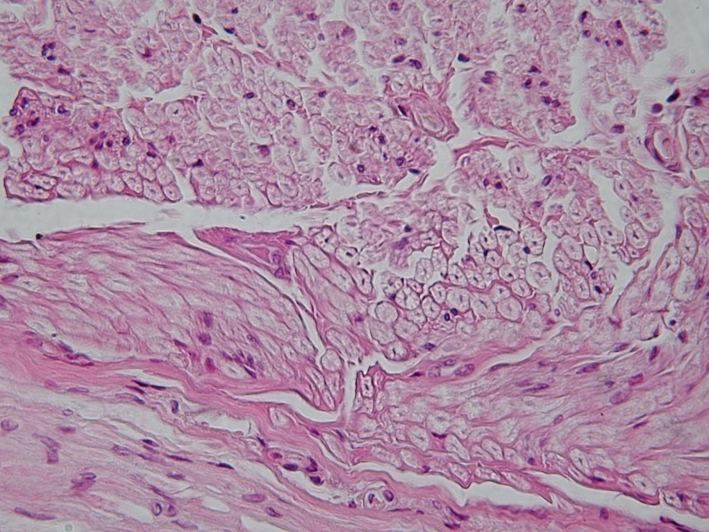
Tall transversal d'un nervi perifèric.

El teixit nerviós, també anomenat teixit neural, és el principal component de teixit del sistema nerviós. El sistema nerviós regula i controla les funcions i l'activitat del cos. Consta de dues parts: el sistema nerviós central que comprèn l'encèfal i la medul·la espinal, i el sistema nerviós perifèric que comprèn els nervis perifèrics ramificats. Està compost per neurones, també conegudes com a cèl·lules nervioses, que reben i transmeten impulsos, i la neuroglia, també coneguda com a cèl·lules glials o glia, que ajuden a la propagació de l'impuls nerviós i també aporten nutrients a les neurones.
El teixit nerviós està format per diferents tipus de neurones, totes amb un axó. Un axó és la part llarga semblant a la tija de la cèl·lula que envia potencials d'acció a la següent cèl·lula. Els paquets d'axons formen els nervis del SNP i els tractes del SNC.
Les funcions del sistema nerviós són l'entrada sensorial, la integració, el control dels músculs i les glàndules, l'homeòstasi i l'activitat mental.

## Estructura
El teixit nerviós està format per neurones, també anomenades cèl·lules nervioses, i cèl·lules neuroglials. Quatre tipus de neuroglia que es troben al sistema nerviós central són els astròcits, les cèl·lules microglials, les cèl·lules ependimals i els oligodendròcits. Dos tipus de neuroglia que es troben al sistema nerviós perifèric són les cèl·lules satèl·lits i les cèl·lules de Schwann. Al sistema nerviós central, els tipus de teixits que es troben són la matèria grisa i la substància blanca. El teixit es classifica pels seus components neuronals i neuroglials.

### Components
Les neurones són cèl·lules amb característiques especialitzades que els permeten rebre i facilitar impulsos nerviosos, o potencials d'acció, a través de la seva membrana fins a la neurona següent. Posseeixen un cos cel·lular gran (soma), amb projeccions cel·lulars anomenades dendrites i un axó. Les dendrites són projeccions primes i ramificades que reben senyalització electroquímica (neurotransmissors) per crear un canvi de voltatge a la cèl·lula. Els axons són projeccions llargues que porten el potencial d'acció lluny del cos cel·lular cap a la neurona següent. L'extrem en forma de bulb de l'axó, anomenat terminal axó, està separat de la dendrita de la neurona següent per un petit buit anomenat enllaç sinàptic. Quan el potencial d'acció viatja a la terminal axònica, els neurotransmissors s'alliberen a través de la sinapsi i s'uneixen als receptors postsinàptics, continuant l'impuls nerviós.
Les neurones es classifiquen tant funcionalment com estructuralment.
Classificació funcional:
- Neurones sensorials (aferents): transmeten informació sensorial en forma de potencial d'acció (impuls nerviós) del sistema nerviós perifèric al sistema nerviós central.
- Motoneurones (eferents): transmeten un potencial d'acció del sistea nerviós central a l'efector adequat (músculs, glàndules)
- Interneurones: Cèl·lules que formen connexions entre neurones i els processos de les quals es limiten a una única àrea local del cervell o de la medul·la espinal.

Classificació estructural:
- Neurones multipolars: tenen 3 o més processos que surten del soma (cos cel·lular). Són el tipus de neurona principal del sistema nerviós central i inclouen interneurones i motoneurones.
- Neurones bipolars: neurones sensorials que tenen dos processos que surten del soma, una dendrita i un axó.
- Neurones pseudounipolars: neurones sensorials que tenen un procés que es divideix en dues branques, formant l'axó i la dendrita.
- Cèl·lules de raspall unipolars: són interneurones glutamatèrgiques excitadores que tenen una única dendrita curta que acaba en un toc de dendríols semblant a un raspall. Aquests es troben a la capa granular del cerebel.

La neuroglia engloba les cèl·lules no neuronals del teixit nerviós que proporcionen diverses funcions de suport crucials per a les neurones. Són més petites que les neurones i varien en estructura segons la seva funció.
Les cèl·lules neuroglials es classifiquen de la següent manera:
- Cèl·lules microglials: les microglials són cèl·lules de macròfags que constitueixen el sistema immunitari primari del sistema nerviós central.[7] Són la cèl·lula neuroglial més petita.
- Astròcits: cèl·lules macroglials en forma d'estrella amb molts processos que es troben al sistema nerviós central. Són el tipus de cèl·lules més abundants al cervell i són intrínsecs a un sistema nerviós central sa.[8]
- Oligodendròcits: cèl·lules del sistema nerviós central amb molt pocs processos. Formen beines de mielina als axons d'una neurona, que són un aïllament basat en lípids que augmenta la velocitat a la qual el potencial d'acció pot viatjar per l'axó.[5]
- Glia NG2: cèl·lules del sistema nerviós central que es diferencien dels astròcits, els oligodendròcits i la microglia, i serveixen com a precursors del desenvolupament dels oligodendròcits.[6]
- Cèl·lules de Schwann: l'equivalent PNS dels oligodendròcits, ajuden a mantenir els axons i a formar beines de mielina al sistema nerviós perifèric.[5]
- Cèl·lula glial satèl·lit: recobreix la superfície dels cossos cel·lulars de les neurones als ganglis (grups de cèl·lules nervioses agrupades o connectades entre si al sistema nerviós perifèric).[9]
- Glía entèrica: es troba al sistema nerviós entèric, dins del tracte gastrointestinal.[10]

## Funcions

Els axons mielinitzats (dreta) condueixen els impulsos més ràpidament que els axons no mielinitzats.

La funció del teixit nerviós és formar la xarxa de comunicació del sistema nerviós conduint senyals elèctrics a través del teixit. Al sistema nerviós central, la matèria grisa, que conté les sinapsis, és important per al processament de la informació. La substància blanca, que conté axons mielinitzats, connecta i facilita l'impuls nerviós entre les àrees de substància grisa del sistema nerviós cental. Al sistema nerviós perifèric, el teixit ganglionar, que conté els cossos cel·lulars i les dendrites, conté punts de relleu per als impulsos del teixit nerviós. El teixit nerviós, que conté paquets d'axons mielinitzats, transporta impulsos nerviosos potencials d'acció.